# Gleichen
Gleichen ist eine Einheitsgemeinde im Landkreis Göttingen in Südniedersachsen. Ihr Verwaltungssitz ist Reinhausen.
Bei der Namensgebung der Gemeinde Gleichen stand das beim Gemeindeteil Gelliehausen aufragende Bergpaar Die Gleichen Pate.

## Geographie

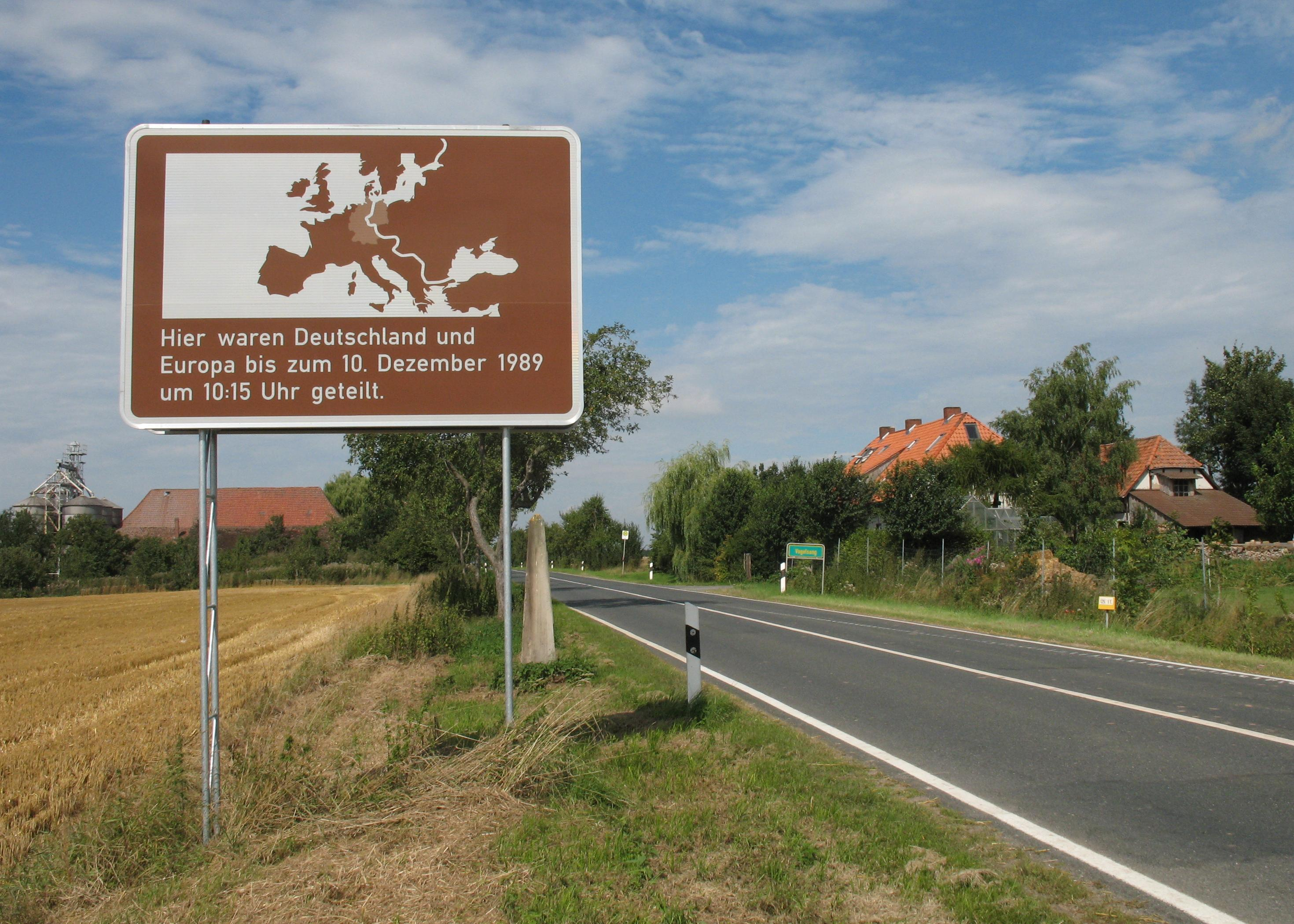
Unterrichtungstafel bei Vogelsang

### Geographische Lage
Die Gemeinde Gleichen befindet sich südöstlich von Göttingen, westsüdwestlich von Duderstadt und nordnordwestlich von Heilbad Heiligenstadt. Der größere, westliche Teil der Gemeinde liegt im Naturraum Reinhäuser Wald. Mehrere Ortsteile im Gartetal werden von der Garte und das Bremker Tal mit den Ortschaften Bremke und Reinhausen vom kleinen Wendebach (mit dem Wendebachstausee) durchflossen, beides rechte bzw. östliche Zuflüsse der Leine.

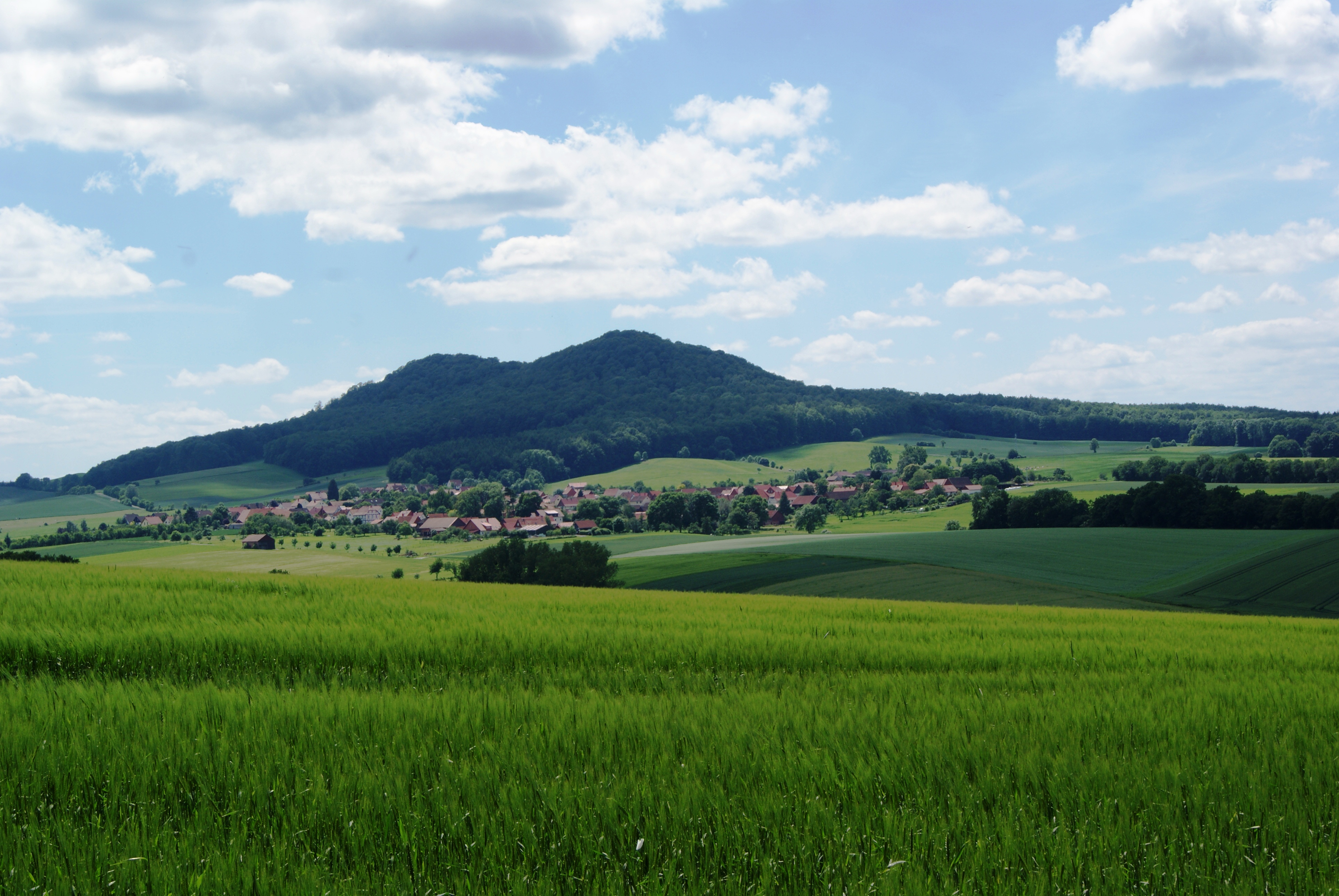
Das Bergpaar Die Gleichen

Im Zentrum des Gemeindegebiets befinden sich Die Gleichen, ein bis 430 m hohes Bergpaar, das sich zwischen Appenrode, Bettenrode und Gelliehausen erhebt. Beide Berge wurden einstmals von Burgen gekrönt, von denen noch Ruinen vorhanden sind.
Zu erreichen sind die Ortsteile der Gemeinde Gleichen zum Beispiel über die von der B 27 ostwärts abzweigenden Landesstraßen.

### Gemeindegliederung

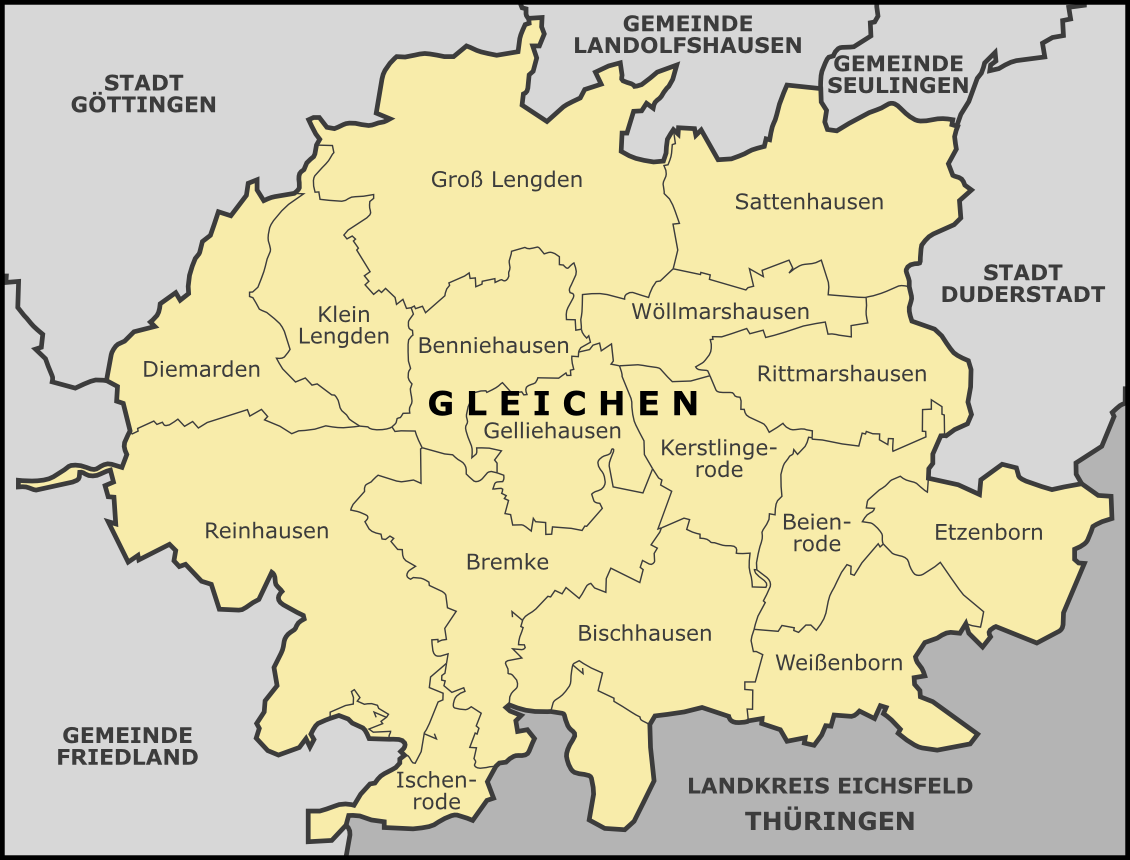
Ortsteile von Gleichen

Die Gemeinde entstand durch die Gemeindegebietsreform 1973 und hat 16 Ortsteile; Verwaltungssitz ist Reinhausen:
- Beienrode
- Benniehausen (mit Neuengleichen, Wittmarshof, Eichenkrug und Teilen der Gemarkung Groß Lengdens mit Niedeck und Helleberg)
- Bischhausen
- Bremke (mit Appenrode, Sennickerode, Altengleichen, Eschenberg und der Gemarkung Elbickerode mit Vogelsang)
- Diemarden
- Etzenborn
- Gelliehausen
- Groß Lengden
- Ischenrode
- Kerstlingerode
- Klein Lengden (mit Steinsmühle und Spinnerei Gartetal)
- Reinhausen (mit Bettenrode und dem Waldschlösschen)
- Rittmarshausen (mit Teilen der Gemarkung Kerstlingerodes)
- Sattenhausen (mit Himmigerode, Tönjesmühle und der Gemarkung Riekenrode)
- Weißenborn (mit Charlottenburg)
- Wöllmarshausen

## Geschichte
Im Mittelalter wurde das Gericht Altengleichen eingerichtet, ein Patrimonialgericht, das den Herren von Uslar-Gleichen untergeordnet war, die dort das Obergericht besaßen. Zu den Ortschaften zählten Gelliehausen, Benniehausen, Wöllmarshausen, Bremke, sowie die Güter Sennickerode, Appenrode, Elbickerode und Volgelsang. Ebenso wie das Amt Neuengleichen am 4. Juli 1825 aufgehoben wurde, verleibte man das Gericht Altengleichen, im Zuge der hannoverschen Gerichtsbarkeitsreform, 1852 dem Amt Reinhausen ein. Das Gericht Altengleichen besaß 1848 1988 Einwohner, 324 Wohngebäude, sowie eine Fläche von 0,432 km².
Die Gemeinde Gleichen existiert seit dem 1. Januar 1973. An diesem Tag wurden die Gemeinden Beienrode, Benniehausen, Bischhausen, Bremke, Diemarden, Etzenborn, Gelliehausen, Groß Lengden, Ischenrode, Kerstlingerode, Klein Lengden, Reinhausen, Rittmarshausen, Sattenhausen, Weißenborn und Wöllmarshausen zur neuen Gemeinde zusammengeschlossen.

### Konfessionsstatistik
Mit Stand 31. Dezember 2020 waren von den Einwohnern 53,1 % evangelisch, 10 % katholisch und 36,8 % waren konfessionslos oder gehörten einer anderen Glaubensgemeinschaft an. Der Anteil der evangelischen und katholischen Kirchenmitglieder ist seitdem gesunken. Mit Stand 31. Dezember 2024 waren von den Einwohnern 48,6 % evangelisch, 9,2 % katholisch und 42,2 % waren konfessionslos oder gehörten einer anderen Glaubensgemeinschaft an.

## Politik

### Gemeinderat
Der Gemeinderat der Gemeinde Gleichen besteht aus 22 Ratsfrauen und Ratsherren. Dies ist die festgelegte Anzahl für eine Gemeinde mit einer Einwohnerzahl zwischen 8.001 und 9.000 Einwohnern. Die Ratsmitglieder werden durch eine Kommunalwahl für jeweils fünf Jahre gewählt. Neben den 22 in der Gemeinderatswahl gewählten Mitgliedern ist außerdem der Bürgermeister im Rat stimmberechtigt.
Die Kommunalwahl 2021 führte zu folgendem Ergebnis:
| Gemeindewahl 2021Wahlbeteiligung: 72,36 % (+2,85 %p) %50403020100 42,9 %24,28 %21,49 %9,01 %2,32 % SPDCDUGrüneFWG-BsPdWGeGewinne und Verlusteim Vergleich zu 2016 %p 4 2 0 −2 −4+1,02 %p−2,74 %p+2,67 %p−3,26 %p+2,32 %pSPDCDUGrüneFWG-BsPWGAnmerkungen:d Freie Wgem. Gleichen - Bürger statt Parteie Wähler*innengemeinschaft Göttinger Linke/Gleichen | Sitzverteilung im Gemeinderat Gleichen 2021Insgesamt 22 Sitze - SPD: 9 - Grüne: 5 - BsP: 2 - WG: 1 - CDU: 5 |

### Bürgermeister
Der hauptamtliche Bürgermeister Dirk Otter (SPD) wurde im September 2021 gewählt und trat sein Amt am 1. November 2021 an. Bei der Kommunalwahl 2021 setzte er sich mit 68,91 % der gültigen Stimmen gegen Dietmar Müller (CDU) durch, der 31,09 % der Stimmen erzielte.

### Ortsräte
Die Ortsteile der Gemeinde Gleichen werden durch insgesamt 86 Ratsmitglieder in 16 Ortsräten vertreten. Seit der Kommunalwahl 2021 verteilen diese sich wie folgt:
| Ortsteile      | SPD | CDU | Grüne | 0WG | 0∑ |  | Name Wählergruppe                                      |
| -------------- | --- | --- | ----- | --- | -- |  | ------------------------------------------------------ |
| Beienrode      | -   | -   | -     | 5   | 5  |  | FWG Beienrode                                          |
| Benniehausen   | -   | -   | -     | 5   | 5  |  | Wgem. Benniehausen                                     |
| Bischhausen    | -   | -   | -     | 5   | 5  |  | Wgem. Bischhausen                                      |
| Bremke         | 3   | -   | -     | 2   | 5  |  | Gemeinsam für Bremke                                   |
| Diemarden      | 2   | 2   | 3     | -   | 7  |  | -                                                      |
| Etzenborn      | -   | -   | -     | 5   | 5  |  | Wgem. Etzenborn                                        |
| Gelliehausen   | 5   | -   | -     | -   | 5  |  | -                                                      |
| Groß Lengden   | -   | -   | -     | 5   | 5  |  | Dorfliste Groß Lengden                                 |
| Ischenrode     | -   | -   | -     | 5   | 5  |  | Wgem. Ischenrode                                       |
| Kerstlingerode | -   | -   | -     | 5   | 5  |  | Wgem. Kerstlingerode                                   |
| Klein Lengden  | -   | -   | -     | 7   | 7  |  | Klein Lengder Wgem. (4), Bunte Liste Klein Lengden (3) |
| Reinhausen     | 5   | 1   | -     | 1   | 7  |  | Freie Wähler Gleichen                                  |
| Rittmarshausen | -   | -   | -     | 5   | 5  |  | Wgem. Göttinger Linke/Gleichen                         |
| Sattenhausen   | -   | -   | -     | 5   | 5  |  | FWG Sattenhausen                                       |
| Weißenborn     | -   | -   | -     | 5   | 5  |  | Wgem. Weißenborn                                       |
| Wöllmarshausen | -   | -   | -     | 5   | 5  |  | Wgem. Wöllmarshausen                                   |
| ∑              | 15  | 3   | 3     | 65  | 86 |  |                                                        |

### Wappen, Flagge und Dienstsiegel
Die Gemeinde Gleichen führt Wappen, Flagge und Dienstsiegel.
Beschreibung des Wappens
„Das Wappen der Gemeinde Gleichen zeigt in Silber zwei grüne Hügel, rechts mit einem viereckigen, zinnengekrönten roten Turm, links mit einem roten Rundturm mit blauem Spitzdach besetzt.“
Das Wappen symbolisiert das Bergpaar der Gleichen; die Türme stehen für die ehemaligen Burgen auf den Gipfeln.
Beschreibung der Flagge
„Die Farben der Gemeinde Gleichen sind blau und rot. Die Flagge der Gemeinde Gleichen besteht aus zwei gleichbreiten Längsstreifen (gemeint sind Querstreifen) mit dem Wappen in der Mitte.“
Dienstsiegel
Das Dienstsiegel enthält das Wappen der Gemeinde Gleichen und die Umschrift „Gemeinde Gleichen, Landkreis Göttingen“.

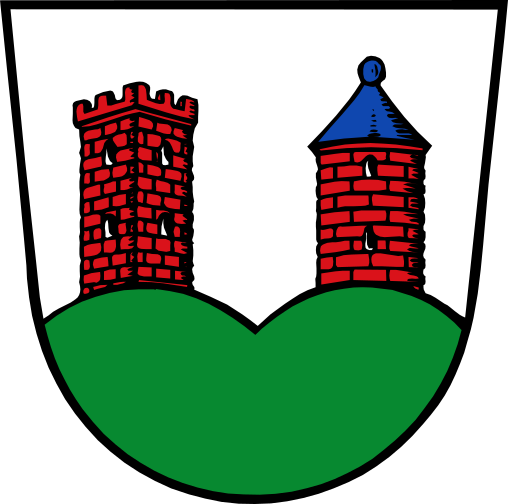
Wappen
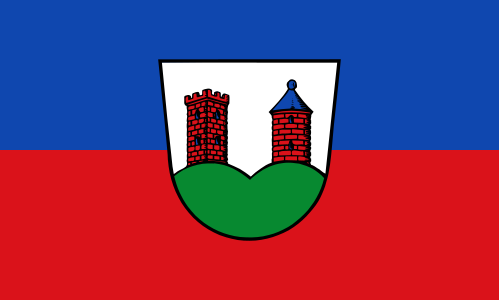
Hissflagge

## Kultur und Sehenswürdigkeiten

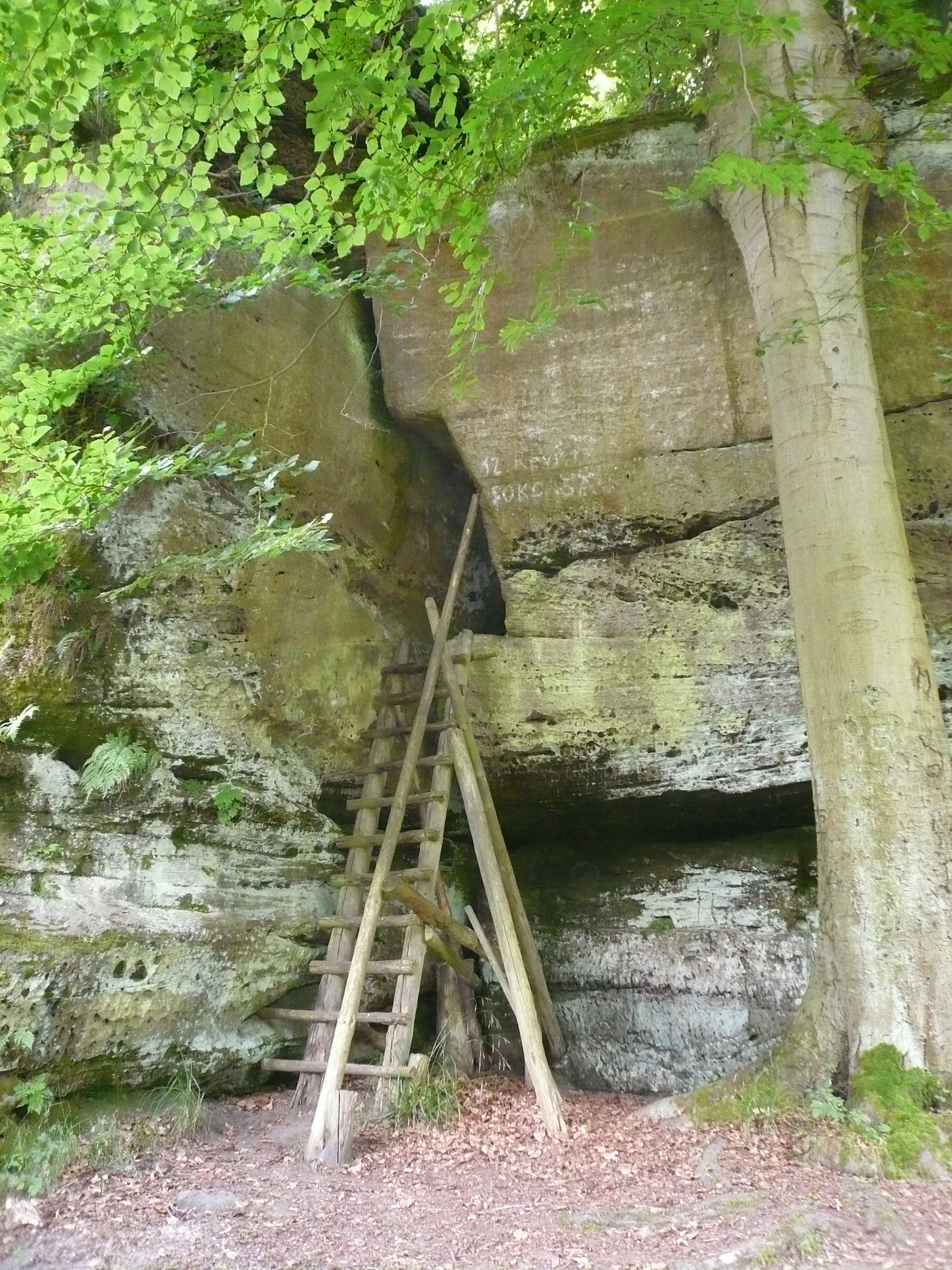
Naturdenkmal Hurkutstein

### Bauwerke
- das historische Studentenlokal Mutter Jütte im Ortsteil Bremke

### Naturdenkmäler
Im Reinhäuser Wald befindet sich der Hurkutstein, der zusammen mit der auf ihm stehenden Eiche 1936 zum Naturdenkmal erklärt wurde. Dort befand sich die urkundlich überlieferte Klause des ehemaligen Benediktinerklosters Reinhausen. Der Mönch Heinrich Hufnagel errichtete um 1385 die Kapelle „Zum Heiligen Grabe“ und lebte dort als Einsiedler.

### Theater
Auf der Brüder-Grimm-Waldbühne Bremke werden alljährlich Märchenfestspiele für Kinder aufgeführt. Aufführungszeit ist von Mitte Mai bis Mitte September. Die Waldbühne wurde 1949 von den Dorfbewohnern erbaut.

### Bildung
Nahe Reinhausen befindet sich die Akademie Waldschlösschen.

## Persönlichkeiten
- Gottfried August Bürger (1747–1794), der Dichter lebte von 1772 bis 1773 in Gelliehausen und von 1774 bis 1784 in Wöllmarshausen und arbeitete von 1772 bis 1784 als Amtmann am Gericht Altengleichen im Amtshaus in Gelliehausen.
- Werner Schröder (Richter) (1916–2010), Richter am Bundessozialgericht in Kassel
- Manfred Köhne (1939–2014), Agrarwissenschaftler, lebte in Diemarden und war Pächter des Jagdreviers Benniehausen
- Burghard von Lüpke (* 1939), der Forstwissenschaftler leitete von 1973 bis 1991 das Forstamt Reinhausen.
- Klaus-Peter Bruns (1913–2011), ein deutscher Landwirt und Politiker (SPD)
- Helmut Schütze (* 1939), deutscher Entomologe